# Département d'Ambato
Le département d'Ambato est une des 16 subdivisions de la province de Catamarca, en Argentine. Son chef-lieu est la ville de La Puerta.
Le département a une superficie de 1 797 km2. Sa population s'élevait à 4 525 habitants, selon le recensement de 2001, ce qui lui donnait une densité de 2,5 hab./km2. 

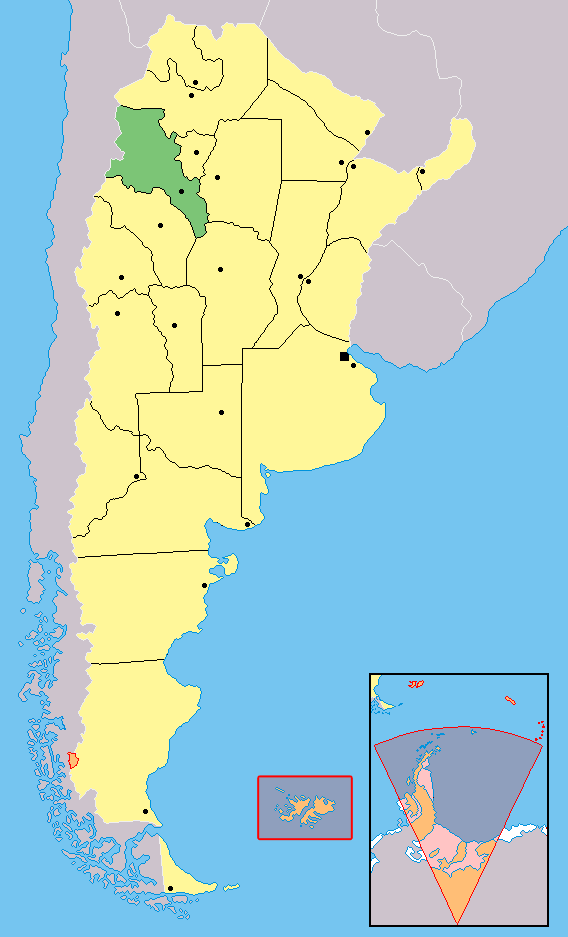
Localisation de la province de Catamarca en Argentine.